# Син-Итабаси (станция)
Станция Син-Итабаси (яп. 新板橋駅 син итабаси эки) — железнодорожная станция на линии Мита расположенная в специальном районе Итабаси, Токио. Станция обозначена номером I-17. На станции установлены автоматические платформенные ворота.

## Планировка станции
Одна платформа островного типа и 2 пути.
| 1 | ○ Линия Мита | Сугамо, Отэмати, Мэгуро, Хиёси |
| 2 | ○ Линия Мита | Ниси-Такасимадайра             |

## Близлежащие станции
| «           |  | Линия      |  | »                  |
| ----------- |  | ---------- |  | ------------------ |
| Ниси-Сугамо |  | Линия Мита |  | Итабаси-Куякусёмаэ |